# Górny Młyn w Toruniu
Górny Młyn w Toruniu – dawny młyn, znajdujący się przy ul. Przedzamcze 6 na Starym Mieście w Toruniu. Mieści się on po lewej stronie przedzamcza dawnego zamku krzyżackiego. Najstarsze zachowane źródło mówiące o Górnym Młynie pochodzi z 1262 roku. Budynek przebudowano w XIX wieku. Podczas prac zachowano fragmenty gotyckie. W 1962 roku władze miasta przyznały budynek Uniwersytetowi Mikołaja Kopernika w Toruniu. W latach 1964–1993 w budynku znajdował się magazyn Biblioteki Uniwersyteckiej. Od 2008 roku w budynku mieści się hotel.